# Lontano dagli occhi (Gianna Nannini)
Lontano dagli occhi è un singolo di Gianna Nannini; si tratta di una cover della canzone Lontano dagli occhi di Sergio Endrigo, ed è contenuta nell'album Hitalia.

## Video musicale
Il videoclip è girato da Gaetano Morbioli, inoltre il video è stato girato in Sicilia (Valle dei Templi, Agrigento) ed è stato trasmesso dalla web TV del Corriere della Sera. È stato prodotto da Wil Malone e Alan Moulder